# Ona Batlle
Ona Batlle Pascual (Vilassar de Mar, Barcelona, 10 de junio de 1999) es una futbolista española que juega como defensa en el F. C. Barcelona de la Primera División de España. Juega habitualmente como lateral y participa regularmente en las convocatorias de la selección española.

## Trayectoria

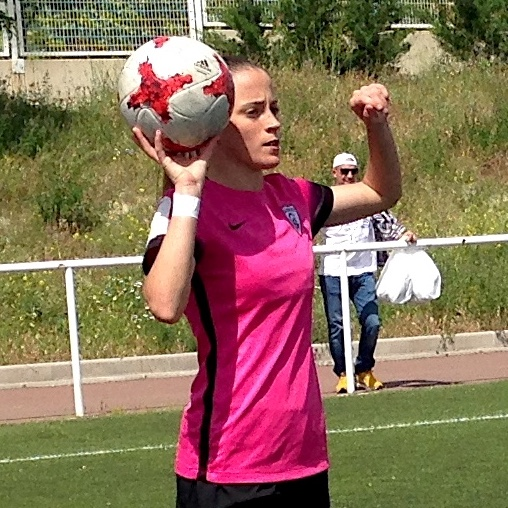
Batlle con el Madrid CFF en 2018.

A los 14 años, durante la temporada 2013-14, se incorporó a las filas del juvenil del Fútbol Club Barcelona. Al año siguiente dio el salto de categoría, pasando a militar en el F. C. Barcelona "B", primer filial del equipo barcelonés, que se encontraba en Segunda División.
Tras tres años en el filial blaugrana, habiendo sido partícipe de los éxitos de la selección española en categorías inferiores, como las victorias en el Europeo sub-17 de 2015 y en el Europeo sub-19 de 2017, Batlle firmó un contrato de un año con el Madrid Club de Fútbol Femenino, equipo recién ascendido a la Primera División.
Al término de la temporada 2017-18, fue convocada con la selección española para el Mundial sub-20 que se iba a celebrar en Bretaña durante el mes de agosto. Durante el primer partido sufrió una lesión en el tobillo que no le permitió completar el torneo.
Esta lesión también le impidió debutar con su nuevo club, el Levante UD, en las primeras jornadas de la liga 2018-19. Su debut en la escuadra granota se produjo finalmente el 5 de diciembre de 2018 contra su antiguo equipo, el Madrid C. F. F., en la jornada 12 de la liga. Tres semanas después, en el enfrentamiento en Las Gaunas ante el EDF Logroño, marcó su primer gol en la categoría.
Acabada la temporada 2018-19, fue convocada por primera vez con la selección española absoluta para dos partidos amistosos de preparación del Mundial de Francia, produciéndose su debut en el encuentro ante Camerún.
No fue hasta el verano de 2020, que dio el salto hacia la Women's Super League fichando por el Manchester United W. F. C, donde permaneció tres temporadas seguidas. 
El verano de 2023 ficha por el Fútbol Club Barcelona y vuelve así a la que fue su casa. 
Poco después de su fichaje, participó de titular con la selección española durante la Copa Mundial Femenina de Fútbol de 2023.

## Estadísticas

### Clubes
Actualizado al último partido disputado el 7 de junio de 2025.
| Club                    | Temporada     | Div           | Liga  | Liga  | Liga   | Copas | Copas | Copas  | Internacional | Internacional | Internacional | Otros | Otros | Otros  | Total | Total | Total  | Media goleadora |
| Club                    | Temporada     | Div           | Part. | Goles | Asist. | Part. | Goles | Asist. | Part.         | Goles         | Asist.        | Part. | Goles | Asist. | Part. | Goles | Asist. | Media goleadora |
| ----------------------- | ------------- | ------------- | ----- | ----- | ------ | ----- | ----- | ------ | ------------- | ------------- | ------------- | ----- | ----- | ------ | ----- | ----- | ------ | --------------- |
| Madrid C. F. F.         | 2017-18       | 1.ª           | 28    | -     | 1      | -     | -     | -      | -             | -             | -             | -     | -     | -      | 28    | 0     | 1      | 0               |
| Madrid C. F. F.         | Total club    | Total club    | 28    | 0     | 1      | 0     | 0     | 0      | 0             | 0             | 0             | 0     | 0     | 0      | 28    | 0     | 1      | 0               |
| Levante U. D.           | 2018-19       | 1.ª           | 19    | 1     | 1      | 1     | -     | -      | -             | -             | -             | -     | -     | -      | 22    | 1     | 0      | 0.05            |
| Levante U. D.           | 2019-20       | 1.ª           | 20    | 2     | -      | 1     | -     | -      | -             | -             | -             | 1     | -     | -      | 25    | 2     | 0      | 0.08            |
| Levante U. D.           | Total club    | Total club    | 39    | 3     | 1      | 2     | 0     | 0      | 0             | 0             | 0             | 1     | 0     | 0      | 47    | 3     | 1      | 0.06            |
| Manchester United F. C. | 2020-21       | 1.ª           | 19    | -     | -      | 4     | -     | -      | -             | -             | -             | -     | -     | -      | 29    | 0     | 0      | 0               |
| Manchester United F. C. | 2021-22       | 1.ª           | 21    | 1     | 3      | 6     | 1     | 1      | -             | -             | -             | -     | -     | -      | 27    | 2     | 4      | 0.07            |
| Manchester United F. C. | 2022-23       | 1.ª           | 19    | 1     | 9      | 8     | -     | 6      | -             | -             | -             | -     | -     | -      | 27    | 1     | 15     | 0.04            |
| Manchester United F. C. | Total club    | Total club    | 59    | 2     | 12     | 18    | 1     | 7      | 0             | 0             | 0             | 0     | 0     | 0      | 77    | 3     | 19     | 0.04            |
| F. C. Barcelona         | 2023-24       | 1.ª           | 22    | 3     | 6      | 5     | 3     | 1      | 10            | -             | 3             | 2     | 1     | 3      | 39    | 7     | 13     | 0.18            |
| F. C. Barcelona         | 2024-25       | 1.ª           | 22    | 4     | 8      | 5     | -     | -      | 8             | -             | 2             | 3     | -     | 2      | 38    | 4     | 12     | 0.11            |
| F. C. Barcelona         | Total club    | Total club    | 44    | 7     | 14     | 10    | 3     | 1      | 18            | 0             | 5             | 5     | 1     | 5      | 77    | 11    | 25     | 0.14            |
| Total carrera           | Total carrera | Total carrera | 170   | 11    | 26     | 30    | 4     | 8      | 18            | 0             | 5             | 6     | 1     | 5      | 224   | 16    | 43     | 0.07            |
| 1. 2. 3.                |               |               |       |       |        |       |       |        |               |               |               |       |       |        |       |       |        |                 |

## Palmarés

### Títulos nacionales
| Título             | Club            | País   | Año  |
| ------------------ | --------------- | ------ | ---- |
| Supercopa          | F. C. Barcelona | España | 2024 |
| Campeonato de Liga | F. C. Barcelona | España | 2024 |
| Copa               | F. C. Barcelona | España | 2024 |
| Supercopa          | F. C. Barcelona | España | 2025 |
| Campeonato de Liga | F. C. Barcelona | España | 2025 |
| Copa               | F. C. Barcelona | España | 2025 |

### Títulos internacionales
| Título            | Equipo          | Sede                      | Año  |
| ----------------- | --------------- | ------------------------- | ---- |
| Europeo Sub-17    | España Sub-17   | Islandia                  | 2015 |
| Europeo Sub-19    | España Sub-19   | Irlanda del Norte         | 2017 |
| Copa Mundial      | España          | Australia y Nueva Zelanda | 2023 |
| Liga de Naciones  | España          | España                    | 2024 |
| Liga de Campeones | F. C. Barcelona | Bilbao                    | 2024 |

### Distinciones individuales
| Distinción                                           | Año                | Ref   |
| ---------------------------------------------------- | ------------------ | ----- |
| Jugadora del Año del Manchester United               | 2020-21            | [ 5 ] |
| Incluida en el Equipo del Año de la PFA WSL          | 2021-22, 2022-2023 | [ 6 ] |
| Jugadora del Año de la PFA WSL según los Aficionados | 2022-2023          | [ 7 ] |
| Incluida en el Mejor Once Femenino de la FIFA        | 2024               | [ 8 ] |